# Tübinger Waffenläufer

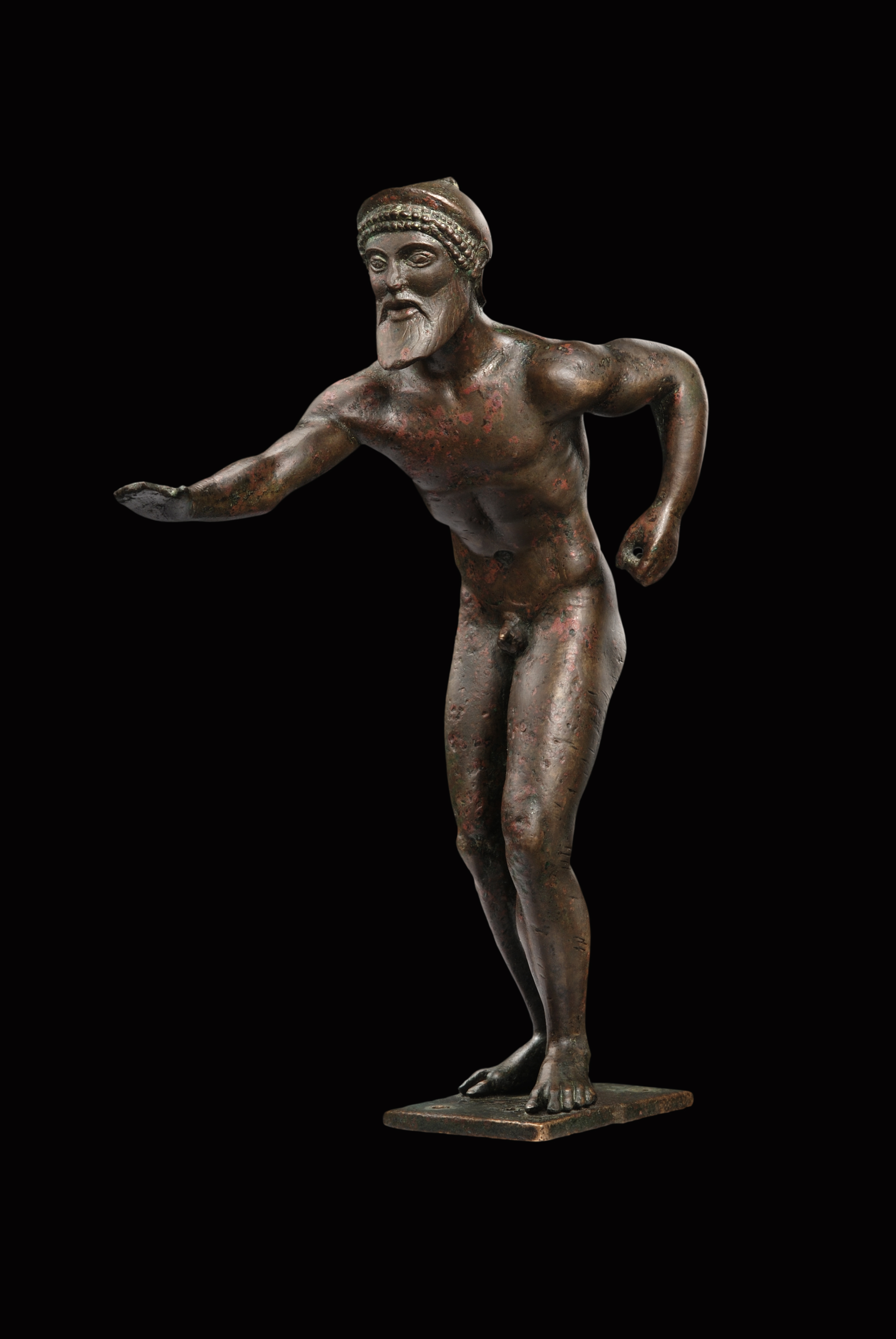
Tübinger Waffenläufer

Der Tübinger Waffenläufer ist eine antike Statuette eines griechischen, nur mit einem Helm bekleideten Athleten aus der Zeit um 485 v. Chr. in Attika. Sie gehört zur Antikensammlung der Universität Tübingen, einer Teilsammlung des Museums der Universität Tübingen (MUT). Ende des 19. Jahrhunderts führte die charakteristische Haltung des Athleten dazu, dass Friedrich Hauser die Statuette als bewaffneten Hoplitodromos-Läufer in Startposition interpretierte, eine Interpretation, die bis heute unbestritten ist.

## Beschreibung
Die kleine Statuette ist aus massiver Zinnbronze gefertigt. Sie stellt einen bärtigen, nackten Mann mit einem Helm in einer nach vorne geneigten Position dar, der mit dem linken Bein einen kleinen Schritt macht. Der Athlet steht in der für griechische Läufer typischen Startposition, wobei der linke Fuß leicht nach vorne gestellt ist und der rechte Arm mit offener Hand horizontal nach vorne gestreckt wird. Das Loch in seiner linken Faust zeigt, dass er ursprünglich einen Gegenstand hielt. Beide Füße stehen auf dem Boden, und sein bärtiges Gesicht ist erwartungsvoll erhoben. Der Läufer beugt seine Knie und spannt seinen muskulösen, nach vorne geneigten Oberkörper, als ob er auf das Startsignal wartet. Die Brust ist zu seinem linken Arm gedreht, an dem er wahrscheinlich einen runden Schild trug. Der Statuette fehlt der einst separat hergestellte Schild. Auch der Helmbusch ist inzwischen verloren gegangen. Er lief nach vorn und hinten spitz zu und hing weit nach hinten bis auf den Rücken. Durch zwei runde Stifte an den Fußsohlen ist die Figur mit ihrer flachen Bronzegrundplatte fest verbunden.
Seine Nacktheit charakterisiert den dargestellten Mann als Sportler im Gegensatz zu einem Soldaten. Sie entspricht jedoch nicht der Realität, denn beim über 2 Stadien (350 Meter) langen Wettlauf mussten die Sportler neben dem Schild und dem Helm auch einen schweren Brustpanzer und manchmal sogar noch Beinschienen tragen. Der Waffenlauf wurde für die körperliche Ertüchtigung der schwer bewaffneten Krieger genutzt. Gleichzeitig war er eine Kampftaktik: So hatte die vereinte griechische Armee bei der Schlacht von Marathon 490 v. Chr. mit ihrem Angriff im Laufschritt die entscheidende Niederlage der Perser eingeleitet.

## Geschichte
Vermutlich hat ein Gewinner eines Hoplitodromos-Wettbewerbs die Bronzefigur um 485 v. Chr. in Auftrag gegeben und dann der Akropolis von Athen vermacht. Die Statuette könnte von einem siegreichen Athleten im Heiligtum als Weihgabe verwendet worden sein, wo sie wahrscheinlich mit einer Inschrift an einer gut sichtbaren Stelle aufgestellt war, so dass jeder Passant über den Namen und die Leistung des siegreichen Athleten informiert wurde.
Carl Sigmund Tux (1715–1798), ein Regierungsbeamter, hatte die Statue von seinem Vater geerbt und seine Sammlung der Universität Tübingen gestiftet, als er am 29. Januar 1798 ohne Erben starb. Die Statue hatte zunächst ein unscheinbares Dasein in Tübingen, bis ihr Wert vom Münchner Hofrat Friedrich Thiersch erkannt wurde. Er erkannte 1827 die Ähnlichkeit der 163 Millimeter hohen Bronzestatue mit den fast lebensgroßen Giebelskulpturen aus Marmor des Aphaia-Tempels auf Ägina, die damals gerade in München angekommen waren, ergänzt und rekonstruiert durch den Bildhauer Bertel Thorvaldsen in Rom. So wurde deutlich, dass die Statue mit einem Schild ergänzt werden müsste.
Die Statue wurde ursprünglich in der Universitätsbibliothek Tübingen aufbewahrt, die 1831 auf das Schloss Hohentübingen umzog. Im Jahr 1833 erhielt sie einen eigenen Sockel mit einer Glasvitrine im Nordostturm der Burg. Auf dem Umweg über verschiedene Zwischenstationen der Antikensammlung im Pfleghof und in der Wilhelmstraße 9 fand die Bronzestatue 1997/98 ihren Weg zurück ins Schloss, in den gleichen Turmraum, in dem sie vor über 100 Jahren gestanden hatte.
Wie die Röntgenbilder zeigen, wurde die Statuette im Wachsausschmelzverfahren als Massivguss hergestellt. Drei Proben wurden 1886 für eine Werkstoffanalyse von der angebrachten Bodenplatte entnommen und vom Tübinger Chemiker Lothar Meyer analysiert. Die Legierung besteht aus 88 % Kupfer, 11 % Zinn und 0,4 % Eisen. Erst in jüngster Zeit konnten moderne Techniken auch Aufschluss über die Materialzusammensetzung der Statuette selbst geben: Untersuchungen der Oberfläche mittels ortsaufgelöster μ-Röntgenfluoreszenz und μ-Röntgendiffraktometrie zeigen deutlich eine etwas andere Legierung der Figur und der Grundplatte und deuten darauf hin, dass diese vermutlich erst in der Neuzeit zusammengesetzt wurden.